# Accusée, levez-vous!
Accusée, levez-vous! is een Franse misdaadfilm uit 1930 onder regie van Maurice Tourneur. Destijds werd de film in Nederland uitgebracht onder de titel De moord in de loge.

## Verhaal
Een jonge actrice en de directrice van een schouwburg vallen voor dezelfde man. Als die man dood wordt aangetroffen, valt de verdenking meteen op de actrice. Het daarop volgende proces neemt een vreemde wending.

## Rolverdeling
| Acteur              | Personage                  |
| ------------------- | -------------------------- |
| Gaby Morlay         | Gaby Delange               |
| Suzanne Delvé       | Yvonne Delys               |
| Camille Bert        | Advocaat                   |
| Jean Dax            | Désiré Larivière           |
| André Dubosc        | President van de rechtbank |
| Georges Paulais     | Advocaat-generaal          |
| Alexandre Mihalesco | Conciërge                  |
| André Roanne        | André Darbois              |
| Charles Vanel       | Henri Lapalle              |